# Gare de Soucht
La gare de Soucht, est une ancienne gare ferroviaire française de la ligne de Wingen-sur-Moder à Saint-Louis-lès-Bitche et frontière, située sur le territoire de la commune de Soucht dans le département de la Moselle en région Grand Est.
Elle est mise en service en 1897 par la Direction générale impériale des chemins de fer d'Alsace-Lorraine (EL), pendant l'annexion de l'Alsace-Lorraine. Elle est fermée au service des voyageurs en 1969 et sans doute vendue après le déclassement de la ligne en 1973 et la dépose des voies en 1974. Le bâtiment est devenu une propriété privée.

## Situation ferroviaire
Établie à 304 mètres d'altitude, la gare de Soucht est située au point kilométrique (PK) 2,965 de la ligne de Wingen-sur-Moder à Saint-Louis-lès-Bitche et frontière, entre les gares de Rosteig et de Meisenthal.

## Histoire
La halte de Soucht est mise en service le 21 juillet 1897 par la Direction générale impériale des chemins de fer d'Alsace-Lorraine (EL), lorsqu'elle ouvre à l'exploitation la ligne de Wingen à Saint-Louis.
Elle est fermée au service des voyageurs, comme la ligne, le 28 septembre 1969. Le 26 juillet 1973 la ligne est officiellement déclassée et la fin du chantier de démontage des installations et de la dépose des voies a lieu en mai 1974. Les emprises ferroviaires des gares et de la plateforme sont vendues en 1978.

## Patrimoine ferroviaire
L'ancienne gare, située à proximité du village centre, est devenue une habitation privée.